# Abend – Nacht – Morgen
Abend – Nacht – Morgen er en tysk stumfilm fra 1920 af F. W. Murnau.

## Medvirkende
- Bruno Ziener som Chester
- Gertrude Welcker som Maud
- Conrad Veidt som Brillburn
- Carl von Balla som Prince
- Otto Gebühr som Ward